# Oekaki
Oekaki (お絵描き?) (お: o = prefijo formal, 絵: e = imagen, 描き: kaki = dibujar) es una palabra japonesa que significa garabato. En Internet, un oekaki es una imagen creada en un oekaki board o oekaki BBS (un foro en línea que permite crear estas imágenes de forma que otros usuarios luego puedan comentarla). Los dibujantes de oekakis a menudo publican también sus dibujos en otras páginas, ya sean personales o en galerías como DeviantArt.
El programa que se utiliza en los foros para dibujar el oekaki es un applet de Java. Es muy fácil de usar, bastante potente en cuanto a características. Los dos applets más populares son el OekakiBBS y el PaintBBS. Existen otros, pero esos dos son los más usados en los foros occidentales. Para dibujar en esos programas, los artistas pueden usar el ratón o una tableta digitalizadora (siendo las de la marca Wacom las más populares). Estos applets se suelen apoyar luego en un programa CGI para subir las imágenes al servidor y controlar los mensajes del foro.
Algunos oekaki boards permiten que el artista haga una "grabación" de la imagen mientras la dibuja, de forma que los visitantes del foro luego puedan ver cómo la ha ido creando paso a paso. Incluso a veces existe una función de "Continuar", que permite al dibujante guardar un oekaki a medias para acabarlo en otro momento.
Los oekakis son muy populares entre las comunidades de anime en Internet, porque se crean comunidades alrededor de ellos para compartir fanarts, opiniones, críticas, etc. 

## Programas
El PaintBBS, también conocido como Shi-Oekaki, es un applet sencillo creado por Shi-chan. Sus características principales son: el uso de dos capas para poder dibujar (fondo y primer plano), un sistema de máscaras (para "proteger" colores) y una gran variedad de paletas de colores.
El OekakiBBS es un poco más complicado de utilizar y tiene menos paletas y tramas de colores. Sin embargo, permite utilizar tantas capas como el artista quiera, además de efectos como difuminado. Desafortunadamente, este applet está algo obsoleto, ya que sólo es compatible con la máquina virtual de Java de Microsoft, y no con la de Sun Microsystems.